# Ditha sinuata
Ditha sinuata är en spindeldjursart som först beskrevs av Albert Tullgren 1901.  Ditha sinuata ingår i släktet Ditha och familjen Tridenchthoniidae. Inga underarter finns listade i Catalogue of Life.